# Charles-Albert Cingria
Charles-Albert Cingria (Ginevra, 10 febbraio 1883 – Ginevra, 1º agosto 1954) è stato uno scrittore svizzero.

## Biografia
Fratello del pittore Alexandre, era figlio di genitori di origine dalmata e turca (il padre Albert) oltreché polacca (la madre Caroline Stryjenska). Studiò sia a Saint-Maurice sia a Engelberg, ma non completò gli studi. Già da giovane frequentò gli stessi ambienti del fratello, entrando in contatto con artisti e intellettuali quali Charles-Ferdinand Ramuz e Adrien Bovy. Già nel 1904 scrive Les Pénates d'argile, un saggio sulla letteratura romanda.
Visse sempre da vero e proprio dandy, viaggiando moltissimo: soggiornò a Roma, in Toscana (Siena e Firenze) poi anche a Costantinopoli e a Parigi. Proprio in Francia strinse contatti e frequentò, tra gli altri, Jean Cocteau, Stravinskij, Jean Paulhan, Max Jacob. Divenne collaboratore della Nouvelle Revue Française, per cui scrisse cronache negli anni trenta e quaranta. Tornò poi in Svizzera (a Friburgo) durante la seconda guerra mondiale, e tra il 1944 e il 1945 scrisse Parcours du Haut Rhône, Florides helvètese Musiques de Fribourg. Sarcasticamente critico nei confronti della democrazia, si autodefinì politicamente "un anarchico di estrema destra". 
Fu inoltre uno storico e profondo conoscitore del medioevo, appassionato in particolare del mondo dei trovieri e dei trovatori. 
Tra le altre sue opere più rilevanti: L'eau de la dixième milliaire, Impressions d'un passant à Lausanne (entrambe del 1932); Stalactites (1941); Bois sec bois vert (1948).